# Inghamia dayi
Inghamia dayi är en insektsart som beskrevs av Evans 1966. Inghamia dayi ingår i släktet Inghamia och familjen dvärgstritar. Inga underarter finns listade i Catalogue of Life.